# هامستده
هامستده (به هلندی: Haamstede) یک منطقهٔ مسکونی در هلند است که در اسخائن-دایفه‌لاند واقع شده‌است. هامستد ۲٬۴۶۰ نفر جمعیت دارد.